# Liste von Saucen
Diese Liste beinhaltet Varianten von Saucen.

## Fonds
- Bratensaft, Jus de viande
- Fischessenz, Essence de poisson
- Fischfond
- Fumet de poisson
- Fleischglace, Glace de viande
- Brauner Fond, Fonds brun
- Großer Brauner Fond, Grandjus
- Geflügelessenz, Essence de volaille
- (Weißer) Geflügelfond, Fonds de volaille
- (Weißer) Kalbsfond, Fonds blanc
- (Brauner) Kalbssaft, Jus de veau
- (Gebundener) Kalbssaft, Jus de veau lié
- Wildfond, Fonds de gibier

## Grundsaucen

### Braune Grundsaucen
- Braune Grundsauce
- Demiglace, aus Spanischer Sauce und Kalbsfond, eingekocht und mit Fleischextrakt ergänzt
- Spanische Sauce, Sauce Espagnole, aus Kalbsknochen, Zwiebeln, Wurzelgemüse, Mehl und Tomatenmark, alles angebraten, in Fleischbrühe gekocht und durchgeseiht

### Weiße Grundsaucen
- Kalbsvelouté, Velouté de Veau, mit heller Roux (Mehlschwitze) gebundener Kalbsfond
- Geflügelvelouté, Velouté de Volaille, mit heller Roux gebundener Geflügelfond
- Fischvelouté, Velouté de Poisson, mit heller Roux gebundener Fischfond
- Gemüsevelouté
- Deutsche Sauce, Sauce allemande, Abwandlung der Velouté de Veau
- Geflügelrahmsauce, Sauce Suprême, mit Champignons auf Basis der Velouté Volaille
- Béchamelsauce, Sauce Béchamel, aus Milch mit weißer Mehlschwitze gebunden.
- Rahmsauce, Béchamelsauce mit Rahm

### Weiße Saucen (neuzeitliche Art)
- Fischsauce
- Geflügelschaumsauce
- Weiße Grundsauce

### Weitere Grundsaucen bzw. Selbstständige Saucen
- Holländische Sauce, Sauce hollandaise, ist eine im Wasserbad aus geklärter Butter und Eigelb warm aufgeschlagene Emulsion.
- Mayonnaise, Sauce mayonnaise, ist eine kalt gerührte Emulsion aus Öl, Eigelb und Zitronensaft bzw. Essig.
- Tomatensauce, Sauce tomate, besteht aus zusammen mit verschiedenen weiteren Zutaten (Kräuter, Gewürze, Gemüse wie Zwiebeln und Karotten) geschmorten Tomaten, die in Fleischbrühe oder Fischfond gekocht und anschließend durch ein Sieb gestrichen werden.
- Wildsauce, Sauce gibier, aus Wildknochen, Röstgemüse, dunkler Mehlschwitze und Tomatenmark, alles angebraten, in Wildfond gekocht und durchgeseiht.
- Paprikasauce
- Warme englische Saucen
  - Preiselbeersauce
  - Englische Hummersauce

## Kalte Saucen

### Mayonnaiseableitungen
- Aioli, mit Knoblauch aromatisiert
- Cocktailsauce, mit Tomatenmark oder Ketchup
- Sauce Chantilly, mit geschlagener Sahne, Zitronensaft und grobem Senf
- Sauce Gloucester, mit Senf und Worcestershire-Sauce
- Sauce Remoulade, mit Kräutern und gehackten Gewürzgurken
- Sauce Tartare, mit gehacktem hartgekochtem Ei und Schnittlauch
- Sauce gribiche

### Andere Kalte Saucen
- Chaudfroidsauce
- Sauce Cumberland
- Sauce Duxelles
- Grüne Sauce
- Sahne-Meerrettich
- Rouille
- Venezianische Sauce, Variante auch als warme Sauce

### Salatsaucen (Dressings)
- Italian Dressing
- Ranch-Dressing
- Thousand-Island-Dressing (auch American Dressing)
- Sauce Vinaigrette

### Dessertsaucen
- Schokoladensauce
- Vanillesauce
- Sauce Melba
- Crème anglaise
- Schaumsauce mit Wein (beispielsweise Zabaglione, Chaudeau)

## Zusammengesetzte Saucen / Warme Saucen
Zusammengesetzte Saucen basieren auf den Grundsaucen: Braune zusammengesetzte Saucen auf den braunen Grundsaucen, weiße Saucen analog auf den weißen Grundsaucen.

### Braune Saucen
- Sauce bordelaise, eine kräftige Rotweinsauce aus Bordeaux
- Sauce Colbert, eine mit Butter montierte Demiglace
- Genfer Sauce, mit Steinpilzen und Speck
- Sauce Solferino, Demiglace mit Tomatenessenz und Cayennepfeffer
- Jägersauce
- Sauce Lyonnaise
- Sauce Robert
- Teufelssauce

### Weiße Saucen
- Sauce Mornay, eine Variante der Sauce Béchamel mit Käse, gegebenenfalls auch Eigelb und Sahne
- Sauce Soubise, Variante der Sauce Béchamel mit Sahne und Zwiebelpüree
- Sauce Aurora, Variante der Sauce Béchamel mit Geflügelfond und Tomatenmus
- Sauce Bâtarde, wässrige Roux, mit einer Mischung aus Eigelb und Sahne legiert
- Normannische Sauce, eine helle gebundene Sauce mit Austernwasser, Zitronensaft und frischen Kräutern
- Estragonsauce
- Sauce Nantua, Variante der Sauce Béchamel mit Flusskrebsen
- Sausage gravy, Variante der Sauce Béchamel mit gehacktem Schweinefleisch
- Weißweinsauce
- Venezianische Sauce, Variante auch als kalte Sauce

### Aufgeschlagene Warme Saucen
- Ableitungen der Sauce Hollandaise
  - Sauce Maltaise (Malteser Sauce), eine Abwandlung der Sauce Hollandaise mit geriebener Orangenschale und Blutorangensaft
  - Sauce Bavaroise (Bayerische Sauce), eine Abwandlung der Sauce Hollandaise mit Krebsbutter und Schlagsahne, gelegentlich auch mit gewürfelten Krebsschwänzen
- Sauce béarnaise (Béarner Sauce), eine Eigelb-Butter-Emulsion mit gehacktem Estragon und Kerbel verrührt.
- Ableitungen der Bearner Sauce:
  - Sauce Choron, eine Abwandlung der Sauce Béarnaise mit Tomatenmark
  - Sauce Foyot (auch Sauce Valois), eine Abwandlung der Sauce Béarnaise mit etwas Fleischextrakt (Glace de viande)

## Buttermischungen
- Kräuterbutter
- Café-de-Paris-Butter
- Krebsbutter
- Nussbutter